# Nicolás Colazo
Carlos Nicolás Colazo (Buenos Aires, 8 luglio 1990) è un calciatore argentino, difensore svincolato.

## Carriera
Cresciuto nelle giovanili del Boca Juniors, viene aggregato alla prima squadra nel giugno del 2009 per poi esordire in campionato il 4 luglio 2009 nella partita vinta 3-1 contro il Colón (SF). Segna il suo primo gol in campionato nel pareggio 3-3 contro il San Lorenzo.

## Palmarès

### Club

#### Competizioni nazionali
- Campionato argentino: 2

Boca Juniors: Apertura 2011, 2015
- Copa Argentina: 1

Boca Juniors: 2011-2012
- FFA Cup: 1

Melbourne City: 2016